# Alyawarre
Les Alyawarre, également orthographiés Alyawarr et également connus sous le nom d'Iliaura, sont un peuple aborigène australien, ou encore un groupe linguistique, des Territoires du Nords. Les Alyawarre sont constitués d'environ 1 200 peuples associés qui participent activement aux traditions locales telles que la pratique de l'awelye.

## Pays
Norman Tindale dans son étude de 1974 attribuait aux terres tribales traditionnelles Alyawarre une superficie d'environ 17 800 milles carrés (46 102 km2), comprenant les rivières Sandover (en) et Bundey, ainsi que les ruisseaux Ooratippra et Fraser. Les sites importants associés au mode de vie nomade Alyawarre comprenaient le mont Swan, le flanc nord de chaîne Harts (en), la rivière Plenty au nord et à l'ouest d'Ilbala, la chaîne Jervois, le mont Playford et la rivière Elkedra. Les Alyawarre étaient également présents à MacDonald Downs et à Huckitta (en).
La communauté Utopia (en), à 205 kilomètres au nord-est d'Alice Springs, se trouve en partie sur le territoire des Alyawarre, en partie sur le territoire des Anmatyerre.

## Langue
Le peuple Alyawarre parle un dialecte du Haut-Arrernte connu sous le nom d'Alyawarre.

## Organisation sociale
Les Alyawarre avaient un système de mariage en quatre sections.
- Pitjara
- Kngwarija
- Kimara
- Pula[5]

## Démographie
CL Yallop estimait que la communauté d'Alyawarre comptait 500 à 600 personnes en 1969. Elle était principalement concentrée au lac Nash (en), sur la rivière Georgina (en), McDonald Downs (en), sur la rivière Bundey et dans la réserve Warrabri (en).
Lors du recensement australien de 2016 (en), 347 Alyawarre ont été recensés dans la zone aborigène « Utopia - Arawerr - Arlparra ». Seuls 4 % des ménages recensés ne parlaient que l'anglais dans leur foyer.

## Titre autochtone
En 1980, les Alyawarre ont déposé une revendication territoriale (en) avec les Anmatyerre pour le bail pastoral (en) d'Utopia. La même année, ils déposent une revendication avec le peuple Wakaya (en) pour des terres autour de l' outstation (en) de Purrukwarra. 2 065 kilomètres carrés leur ont été restitués le 22 octobre 1992, tandis que les Wakaya se sont vu attribuer 1 874 kilomètres carrés, ce qui ne constitue que de petites parties de la revendication initiale.

## Orthographes alternatives
- Aliawara, Alyawara, Alyawarra
- Alyawarr, Aljawarra
- Ilawara
- Iliaura, Illiaura, Iljaura, Ilyaura
- I
- Ilioura Ilioura
- Jaljuwara
- Yalyuwara

Source : Tindale 1974, p. 226

## Quelques mots
- agira (kangourou)
- aranga (émeu)
- aringka (chien, dingo)
- irampa (fourmi à miel)

## Personnalités
- Emily Kame Kngwarreye, artiste.
- Ngarla Kunoth (en) qui a joué Jedda dans le film Chauvel de 1956 du même nom, aujourd'hui chancelier du Batchelor Institute of Indigenous Tertiary Education (en).
- Kathleen Petyarre artiste Alyawarre / Anmatyerre de l'Est.
- Gloria Petyarre (en), artiste.
- Nancy Petyarre (en), artiste.
- Jeanna Petyarre (en), artiste.
- Minnie Pwerle, artiste (des groupes linguistiques Alyawarre et Anmatyerre ).
- Elkin Reilly (en), footballeur australien[10],[11].
- Barbara Weir, artiste.